# Amelia Atwater-Rhodes
Amelia Holt Atwater-Rhodes (16 de abril de 1984), conocida profesionalmente como Amelia Atwater-Rhodes, es una escritora de fantasía y literatura juvenil.
Nació en Silver Spring, Maryland y se crio en Concord, Massachusetts. Su novela debut, In the Forests of the Night, fue publicada en 1999, cuando apenas tenía catorce años de edad. Ha publicado una nueva novela cada año desde el lanzamiento de su debut. Se le ha nombrado en muchas ocasiones como la «sucesora de Anne Rice», debido a las temáticas fantásticas de sus libros, haciendo énfasis en las historias de vampiros. Su novela más famosa es la serie Den of Shadows, que relata la historia de una mujer vampiro llamada Risika.

### Den of Shadows
1. In the Forests of the Night (1999)
2. Demon in My View (2000)
3. Shattered Mirror (2001)
4. Midnight Predator (2002)
5. Persistence of Memory (2008)
6. Token of Darkness (2010)
7. All Just Glass (2011)
8. Poison Tree (2012)
9. Promises to Keep (2013)

### Serie Kiesha'ra
1. Hawksong (2003)
2. Snakecharm (2004)
3. Falcondance (2005)
4. Wolfcry (2006)
5. Wyvernhail (2007)

### Trilogía Maeve’ra
1. Maeve'ra I: Bloodwitch (2014)
2. Maeve'ra II: Bloodkin (2015)
3. Maeva'ra III: Bloodtraitor (2016)